# Flacourtia rukam
Flacourtia rukam är en videväxtart som beskrevs av Heinrich Zollinger och Mor.. Flacourtia rukam ingår i släktet Flacourtia och familjen videväxter. Utöver nominatformen finns också underarten F. r. micronesica.

## Bildgalleri

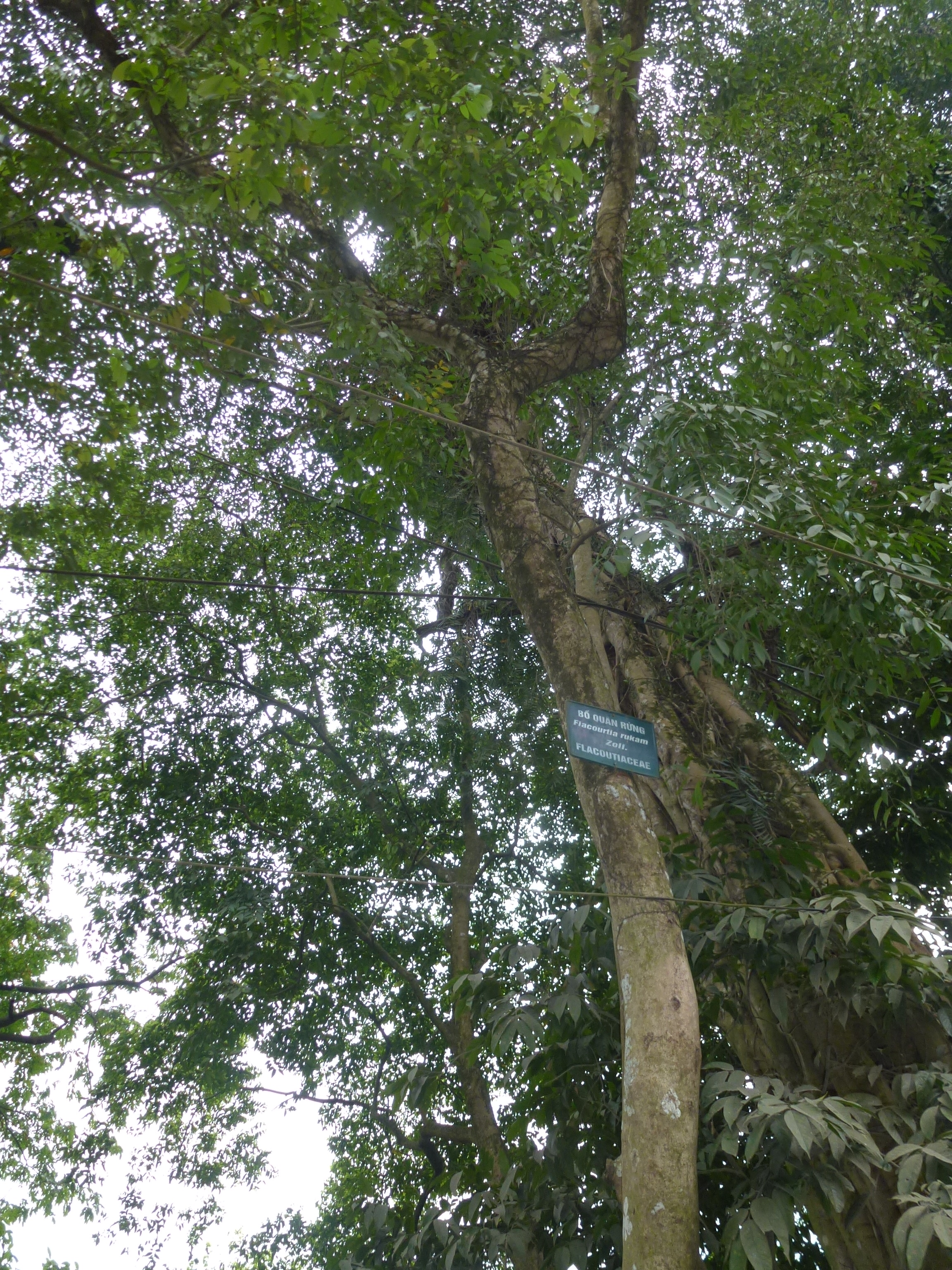